# Praecereus saxicola
Praecereus saxicola  es una especie de planta fanerógama de la familia Cactaceae.

## Distribución
Es endémica de Argentina, Brasil y Paraguay.  Es una especie rara en colecciones.

## Descripción
Es una planta  perenne carnosa extendida armada de espinas, de color verde y con las flores de color blanco y verde.

## Sinonimia
- Cereus saxicola
- Monvillea saxicola
- Cereus cavendishii
- Eriocereus cavendishii
- Monvillea cavendishii
- Cereus rhodoleucanthus
- Monvillea rhodoleucantha
- Monvillea chacoana
- Monvillea parapetiensis
- Cereus ritteri